# پس از تشییع جنازه
پس از تشییع جنازه (به انگلیسی: After the Funeral) رمانی جنایی اثر آگاتا کریستی است.
این کتاب که از مجموعه داستان‌های پوآرو می‌باشد در مارس ۱۹۵۳ در آمریکا توسط انتشارات داد، مید اند کمپانی با نام تشییع جنازه مهلک و در ۱۸ مه همان سال توسط انتشارات کولینز کرایم کلوب در بریتانیا به چاپ رسیده است.
قیمت کتاب در بریتانیا ۱۰ شیلینگ و شش پنسی و در آمریکا دو و نیم دلار بوده‌است.